# Zlatibor (montagne)
Vous lisez un « bon article » labellisé en 2009.
Pour les articles homonymes, voir Zlatibor.
Les monts Zlatibor (en serbe cyrillique Златибoр) sont un massif montagneux situé à l'ouest de la Serbie. Ils font partie des Alpes dinariques.
Ces montagnes sont situées dans la partie septentrionale de la région géographique de Stari Vlah, qui, dans l'histoire, fut frontalière de la Rascie (Raška), de l'Herzégovine et de la Bosnie. La colline appelée Cigla, près du village de Jablanica présente encore quelques bornes frontalières marquant la limite entre le royaume de Serbie, l'Autriche-Hongrie et l'Empire ottoman. Le nom de Zlatibor apparut au XVIIIe siècle, mais son étymologie est incertaine ; il remonte sans doute aux mots serbes zlatni, « en or » ou « doré » et bor, le « pin ». Aujourd'hui, le massif est devenu un des principaux centres touristiques de la république de Serbie.

## Géographie

### Situation

Carte des subdivisions des Alpes dinariques - Les monts Zlatibor figurent en C9.

Les monts Zlatibor s'étendent à l'ouest de la Serbie, à 230 km de Belgrade, la capitale du pays. Ils font partie de l'ensemble montagneux de Stari Vlah, situé dans l'un des confins les plus orientaux des Alpes dinariques. Le massif couvre une superficie d'environ 350 km2, s'étirant du nord-ouest au sud-est sur environ 30 km de long, avec une largeur d'environ 15 km, entre 43° 31' et 43° 51' de latitude nord et 19° 28' et 19° 56' de longitude est. Ils s'étendent sur trois municipalités serbes, celles de Čajetina, d'Užice et de Nova Varoš, toutes situées dans le district administratif (en serbe : округ et okrug) auquel le massif donne son nom, le district de Zlatibor.
Les monts Zlatibor sont délimités par deux rivières, l'Uvac, au sud et à l'ouest, et le Veliki Rzav, à l'est. À l'ouest, ils longent la frontière de la Bosnie-Herzégovine, avec les villages de Mokra Gora, Semegnjevo et Jablanica. Ils sont entourés par les monts Zvijezda et Tara, au nord, et par la longue chaîne montagneuse du Zlatar, au sud, ces trois ensembles appartenant également aux Dinarides. Au sud-est se trouvent les monts Javor et Golija.

### Topographie
Le point culminant du massif est le mont Tornik, qui s'élève à 1 496 m ; le mont Čigota, quant à lui, s'élève à 1 422 m. La partie méridionale de Zlatibor est constituée par le petit massif de la Murtenica, dont le point culminant est le mont Brijač, qui atteint 1 480 m d'altitude.
Le massif de Zlatibor comprend les sommets suivants :

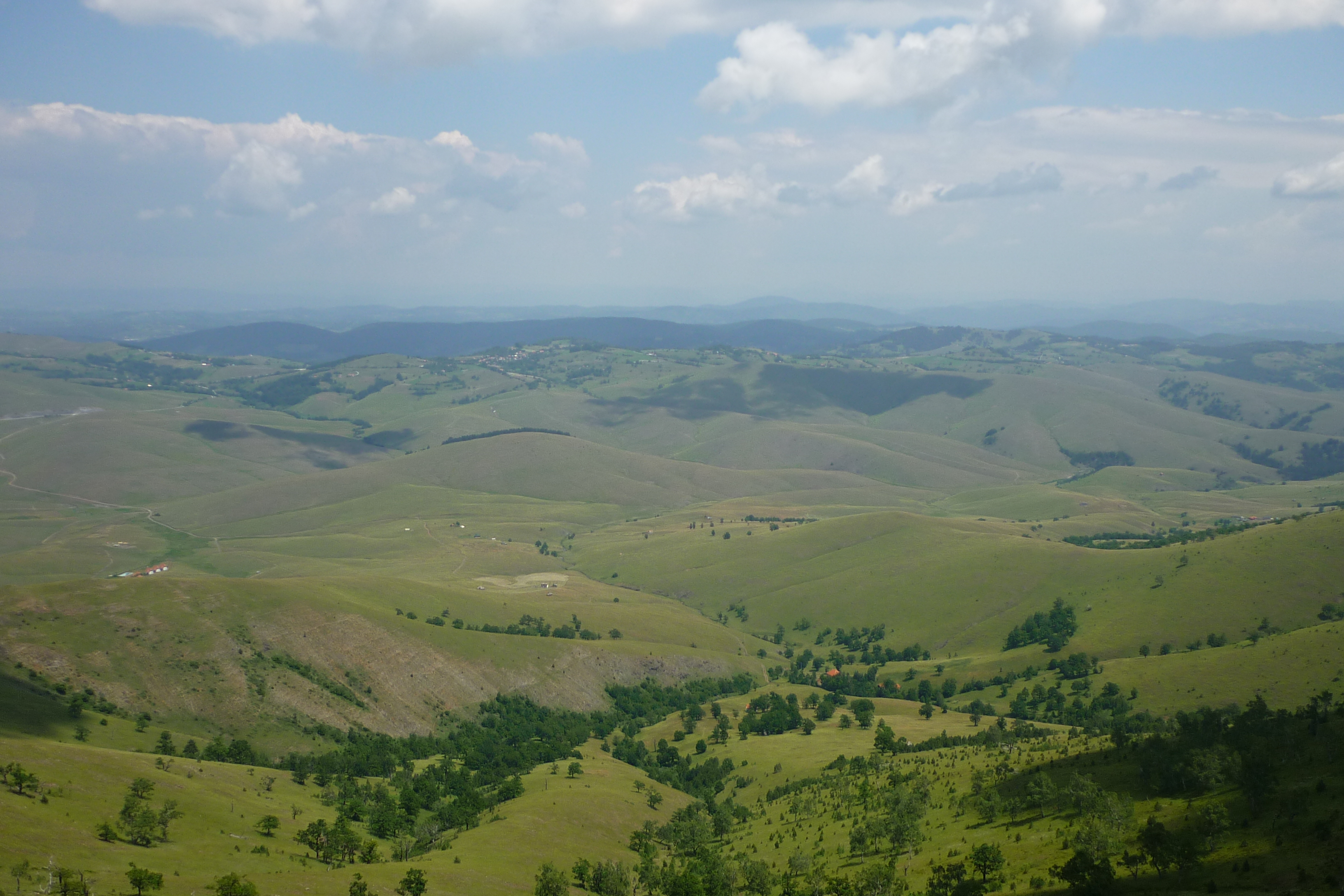
Les monts Zlatibor

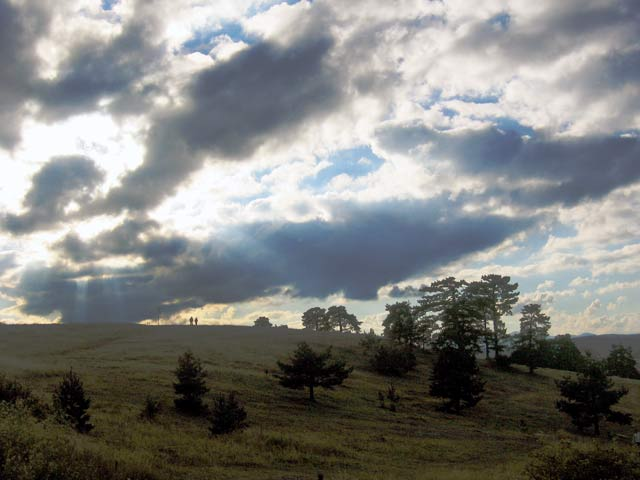
Autre vue des monts Zlatibor

| Sommet        | Altitude (en mètres) |
| ------------- | -------------------- |
| Tornik        | 1 496                |
| Brijač        | 1 480                |
| Čigota        | 1 422                |
| Čuker         | 1 359                |
| Liska         | 1 346                |
| Konjoder      | 1 337                |
| Viogor        | 1 281                |
| Borkovac      | 1 260                |
| Crni Vrh      | 1 177                |
| Kobilja Glava | 1 176                |
| Gradina       | 1 149                |
| Gruda         | 1 140                |

### Géologie
Le massif est essentiellement composé de péridotite, une roche ultramafique issue du magmatisme, et de ses dérivés ayant subi une altération au cours du Jurassique, la serpentine et la harzburgite, ou un métamorphisme, la serpentinite et le gabbro,. Ces roches sont riches en fer, en nickel et en manganèse. Le gisement de Fe-Ni de Mokra Gora est présent dans des strates de microconglomérats et d'oolithe formées à la base des roches sédimentaires du Crétacé supérieur progressivement accumulées sur les péridotites. Ces terrains atteignent une épaisseur de trente mètres pour une aire de 350 km2 qui s'étend jusqu'en Bosnie-Herzégovine. Le manganèse se trouve d'une part sous la forme de filons de magnésite au cœur de la serpentine dans la région de Draglica et d'autre part dans les dépôts lacustres de carbonate, de magnésite et de dolomite, entre Branešci et Kremna. Le massif s'élève au-dessus de nappes de flyschs qui constituent la plupart de ses piémonts.

### Hydrographie

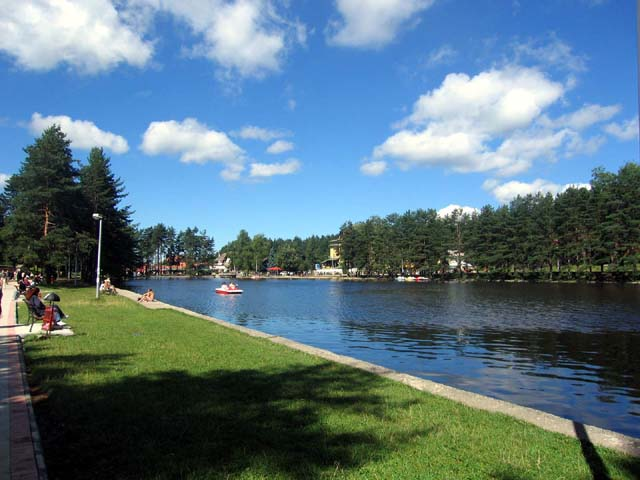
La « mer de Zlatibor »

Le massif de Zlatibor s'incline en direction du nord et du nord-ouest ; de ce fait, les rivières qui s'y trouvent appartiennent au bassin hyrdologique de la mer Noire, par l'intermédiaire de la Drina, de la Đetinja et de la Moravica, dans lesquelles elles se jettent. Au sud du massif coule l'Uvac, une rivière aux eaux profondes qui forme un certain nombre de gorges creusées dans la montagne ; ses affluents sont la Šupljica, qui se jette dans l'Uvac au village de Negbina, le Rasnički potok, qui le rejoint à Rasnica, le Dobroseliički potok et le Šaranski potok qui le rejoignent à Dobroselica et la Tisovica qui conflue avec lui à Ojkovica. L'Uvac se jette lui-même dans le Lim, un affluent de la Drina, près de la ville de Priboj. Le Crni Rzav, le « Rzav noir », prend sa source au mont Čigota, à l'est des monts Zlatibor et traverse la partie centrale du massif, formant un certain nombre de gorges ; ses affluents sont la Ribnica, la Obudovica, les Bele Vode et la Jablanička reka ; il rejoint le Beli Rzav, le « Rzav blanc » pour former le Rzav de Zlatibor, qui lui-même se jette plus loin dans la Drina. Une seule rivière traverse la partie septentrionale du massif, la Sušica, la « rivière sèche », ainsi nommée parce qu'elle disparaît en été dans les sols calcaires qu'elle parcourt ; elle prend sa source au pied du mont Gruda et se jette dans la Đetinja ; ses affluents principaux sont le Džambića potok, la Grabovica, la Kriva reka, le Prijanski potok et la Balašica. Le Veliki Rzav, le « Grand Rzav », un des bras qui forment le Rzav de Golija, longe la bordure orientale du massif ; il se jette dans la Golijska Moravica au nord de la ville d'Arilje ; dans le secteur de Zlatibor, ses affluents sont la Bela reka, la Ljubišnica, la Katušnica, avec ses deux affluents mineurs que sont le Rakovički potok et le Gostiljski Potok (qui forme une chute) ; le dernier affluent important du Grand Rzav est la Prištavica.
Les monts Zlatibor possèdent deux lacs artificiels. Le plus grand, le lac de Ribnica, est formé par un barrage sur le Crni Rzav ; il couvre une superficie de 10 km2 ; il abonde en poissons, notamment le goujon, la truite, la tanche et le silure. En plein centre de la ville touristique de Zlatibor, un lac de dimension plus modeste a été créé pour les activités de loisir des habitants et des touristes ; il est surnommé la « mer de Zlatibor ».

### Climat
Depuis 1941, le climat du massif est observé par la station météorologique de Zlatibor, située à 1 028 m d'altitude, coordonnées 43° 44′ N, 19° 43′ E. Les monts Zlatibor jouissent d'un climat subalpin, avec une température moyenne annuelle qui s'élevait à 7,1 °C pour la période 1961-1990 et à 7,9 °C pour la période 1991-2008. Selon les relevés de cette station, le mois le plus froid de l'année est le mois de janvier, avec une température moyenne annuelle de −2 °C, et le mois le plus chaud est le mois d'août, avec une moyenne de 18 °C. La température la plus basse jamais enregistrée à la station a été de −23,1 °C, le 26 janvier 1954, et la température la plus élevée a été de 35,8 °C, le 24 juillet 2007.
La moyenne des précipitations varie selon les endroits. Elle atteint 880 mm en moyenne annuelle à Palisad et 990 mm à Ljubiš, avec une moyenne de 900 mm enregistrée à Zlatibor. Les pluies se répartissent sur l'ensemble de l'année, avec un léger pic de mai à septembre. Le jour le plus pluvieux fut le 11 septembre 1974, avec 114 mm enregistrés en une seule journée. Entre 1961 et 1990, on comptait une moyenne de 68 jours de chute de neige et, en tout, 112 jours d'enneigement par an ; les chutes de neige les plus importantes jamais enregistrées en une seule journée ont eu lieu le 16 mars 1956, avec 93 cm de couverture. Pour la même période, les monts Zlatibor comptaient également 117 jours de brouillard et 168 jours d'ensoleillement (moins de 0,1 mm de pluie).
| Mois                                         | Janv | Fév  | Mars | Avr  | Mai  | Juin | Juil | Août | Sept | Oct  | Nov  | Déc  | Année |
| -------------------------------------------- | ---- | ---- | ---- | ---- | ---- | ---- | ---- | ---- | ---- | ---- | ---- | ---- | ----- |
| Températures moyennes 1961-1990 (°C)         | -3,3 | -1,5 | 2,0  | 6,6  | 11,5 | 14,4 | 16,3 | 16,3 | 13,1 | 8,4  | 3,2  | -1,5 | 7,1   |
| Températures moyennes 1991-juillet 2008 (°C) | -2,0 | -1,9 | 2,7  | 7,2  | 12,6 | 16,1 | 17,9 | 18,0 | 13,0 | 8,9  | 3,6  | -1,3 | 7,9   |
| Précipitations moyennes 1961-1990 (°C)       | 68,0 | 60,8 | 64   | 76,8 | 100  | 110  | 96   | 78,3 | 83,4 | 66,6 | 85,4 | 75   | 964,3 |
| Précipitations moyennes 1991-2007 (mm)       | 53,6 | 62,9 | 69,7 | 78,6 | 84,2 | 85,6 | 83,1 | 66,4 | 85,8 | 72,3 | 78,7 | 80   | 900,7 |

### Flore et faune

#### Flore

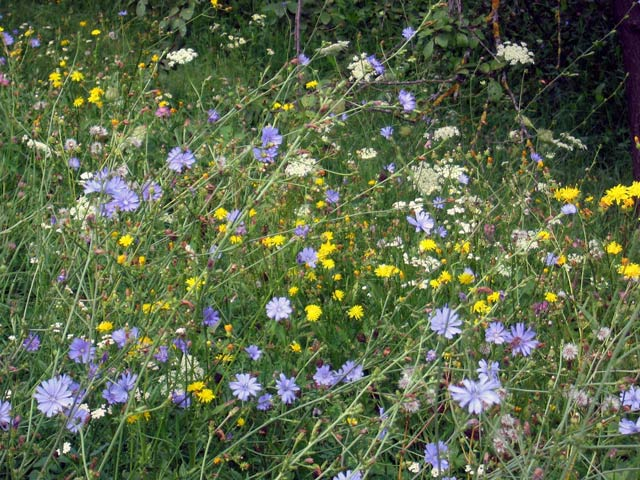
Fleurs des champs sur les monts Zlatibor

Sur le plan de la végétation, les monts Zlatibor se caractérisent, jusqu'à 600 m d'altitude, par de vastes zones de pâturage et, au-delà, par des forêts de pins blancs et noirs. Deux variétés du pin sylvestre sont originaires de cette montagne, Pinus sylvestris var. zlatiborica, décrit en 1937, et Pinus sylvestris var. aurea zlatiborensis, décrit en 1995 et ainsi nommé par allusion à l'étymologie de Zlatibor, « pin doré » ; ces deux arbres, qui possèdent des aiguilles jaune-doré, sont en passe de devenir des cultivars en raison de leur caractère ornemental. Des sapins et des mélèzes poussent également sur les hauteurs.

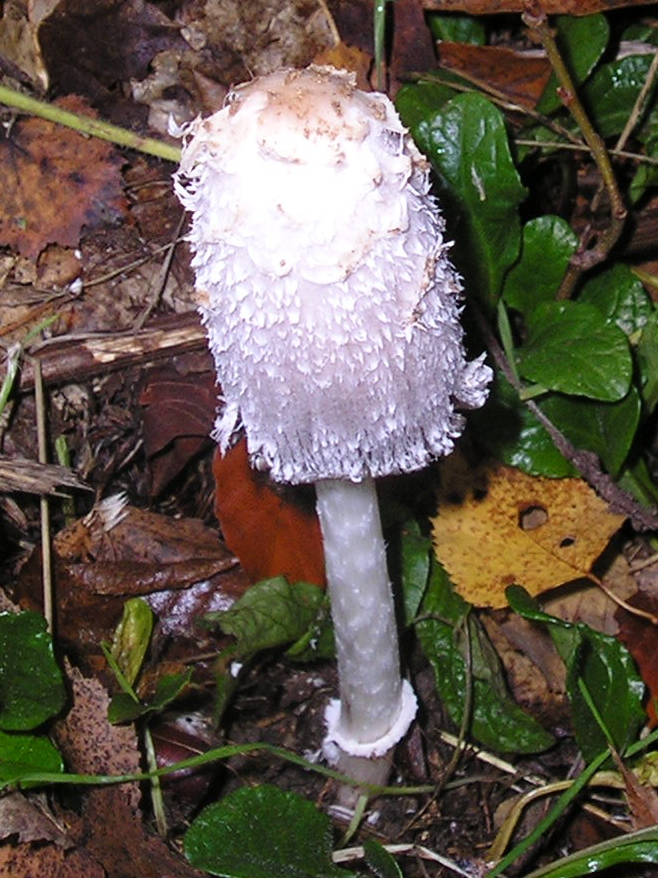
Le coprin chevelu

Les monts Zlatibor possèdent plus de 600 espèces d'herbes et de fleurs de montagnes. Le massif est célèbre pour ses herbes médicinales, parmi lesquelles la gentiane jaune (Gentiana lutea), utilisée contre les maladies d'estomac, la germandrée des montagnes (Teucrium montanum), antiseptique, l'achillée millefeuille (Achillea millefolium), aux vertus antispasmodiques, cicatrisantes et peptiques. On y trouve également le serpolet (Thymus serpyllum), aux vertus antiseptiques et antivirales, la petite centaurée (Centaurium erythraea), aux propriétés digestives, la consoude officinale (Symphytum officinale), qui est une plante alcaloïde aux propriétés anti-inflammatoires et cicatrisantes. On y rencontre encore d'autres plantes comme le sorbier des oiseleurs (Sorbus aucuparia L.) et le narcisse des poètes (Narcissus poeticus). Parmi les espèces endémiques, on peut signaler Halacsya sendtneri, Verbascum glabratum subsp. bosnense (appartenant au genre des molènes) et Haplophyllum boissieranum. Certaines espèces sont en voie de disparition et, de ce fait, sont placées sous la protection de l'État. De nombreuses espèces de champignons poussent également dans le massif. Parmi les plus répandus, on peut citer la lépiote (Macrolepiota prominens), le lactaire délicieux (Lactarius deliciosus), le bolet granulé (Suillus granulatus) et le coprin chevelu (Coprinus comatus). Les monts Zlatibor abritent également toutes sortes de mousses et de lichens.

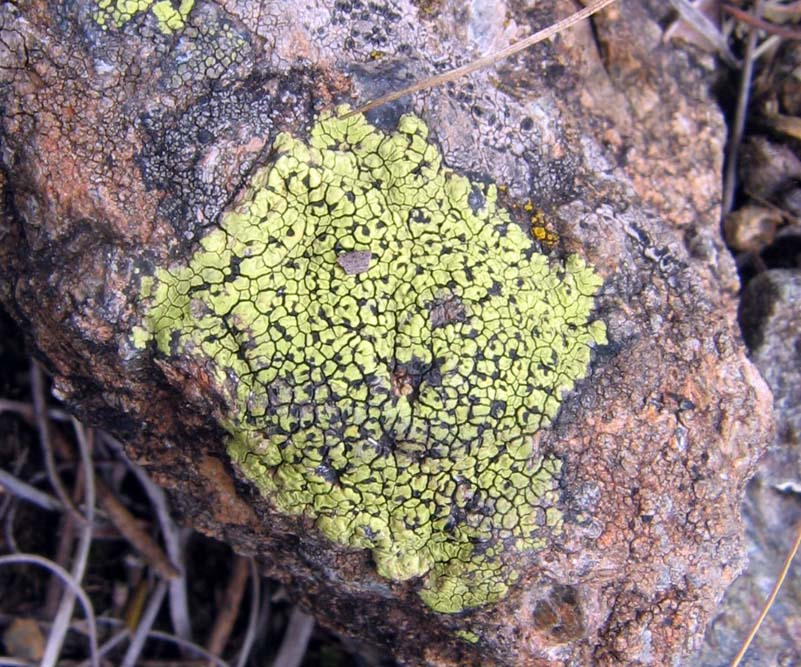
Lichen du genre Rhizocarpon sur les monts Zlatibor
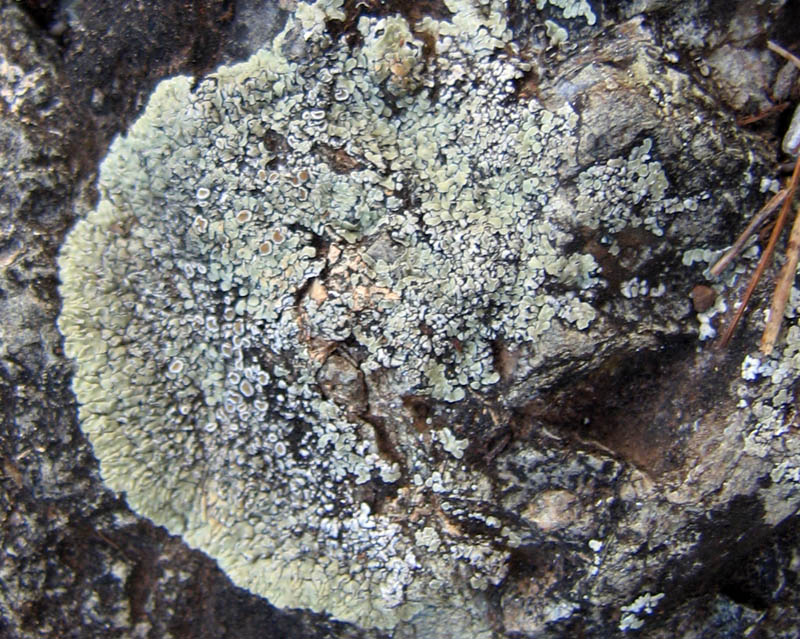
Lichen du genre Xanthoria sur les monts Zlatibor
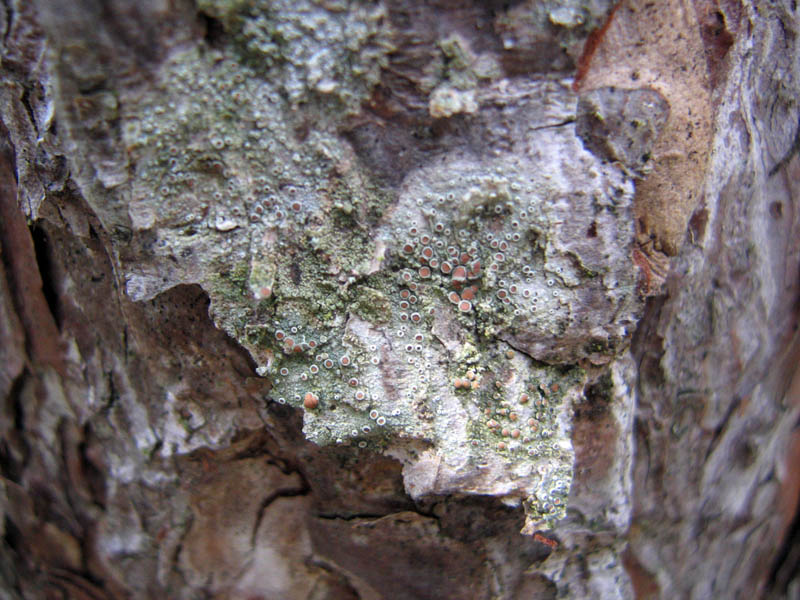
Lichen du genre Ochrolechia sur les monts Zlatibor
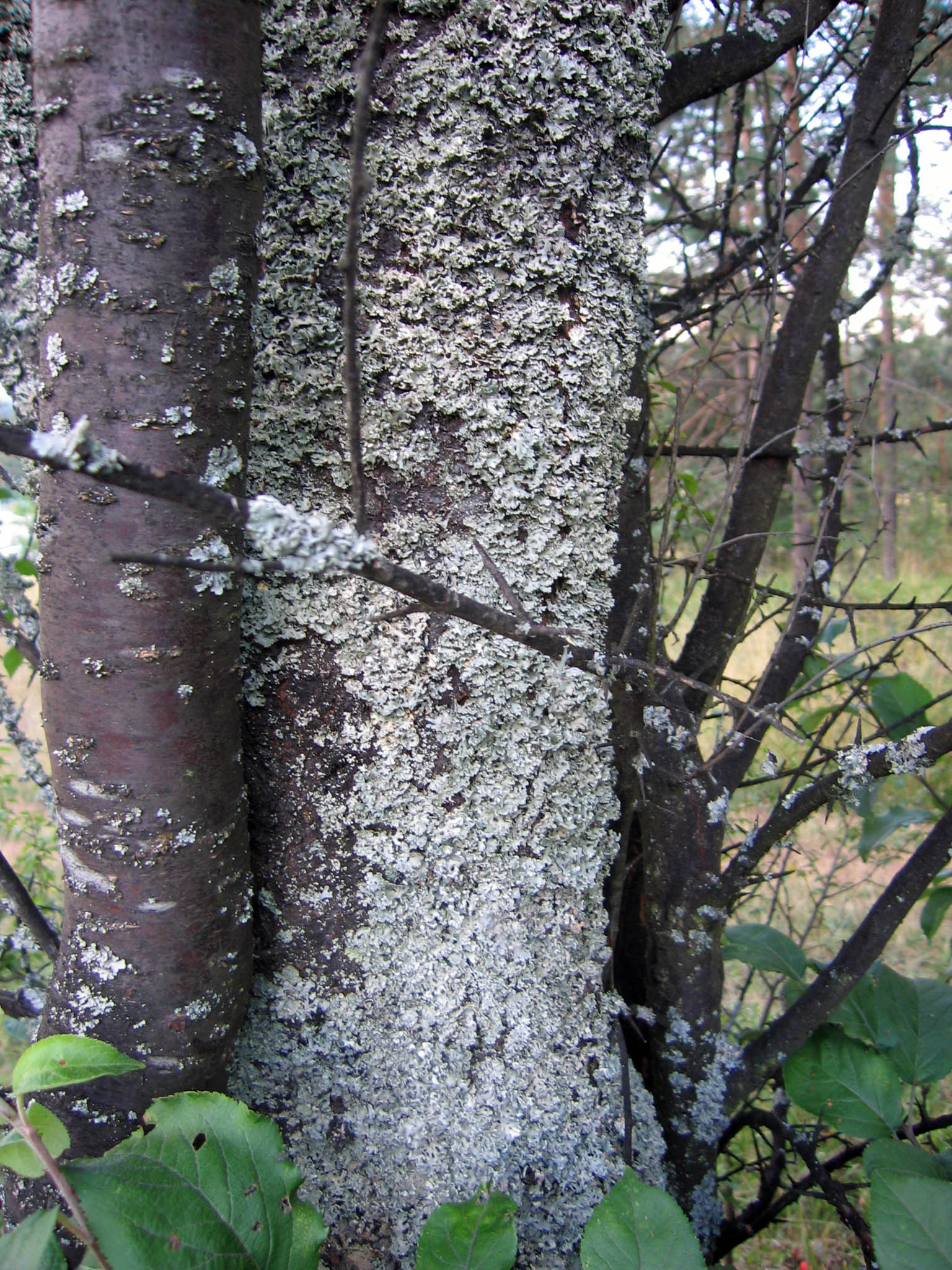
Lichen du genre Physcia sur les monts Zlatibor
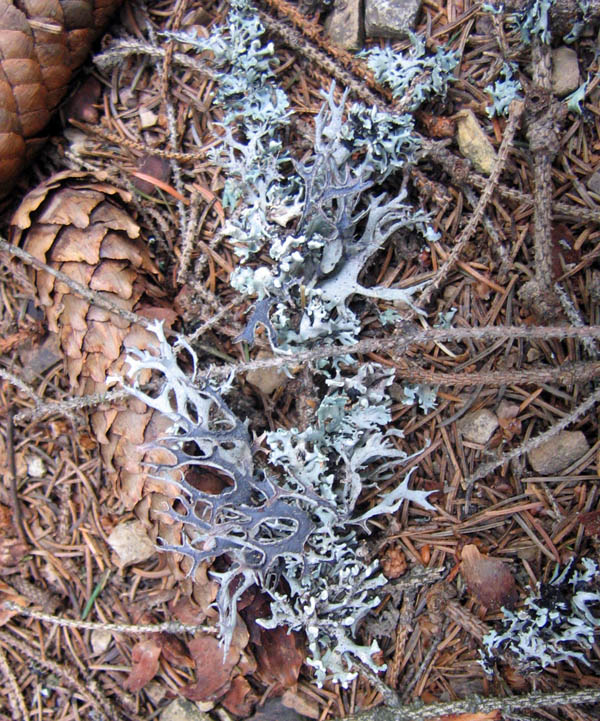
Lichen du genre Evernia sur les monts Zlatibor

#### Faune
Les monts Zlatibor abritent 54 espèces de mammifères, notamment le loup (Canis lupus), le renard (Vulpes vulpes), le chacal doré (Canis aureus) et l'ours. Parmi les petits mammifères, on peut signaler des insectivores comme la musaraigne aquatique de Miller (Neomys anomalus), la taupe (Talpa europaea) ou le rat-taupe (Spalax leucodon) ou des rongeurs comme l'écureuil roux (Sciurus vulgaris), le campagnol roussâtre (Clethrionomys glareolus), le campagnol des champs (Microtus arvalis) et le mulot à collier (Apodemus flavicollis) ; on y rencontre aussi la loutre (Lutra lutra). Environ 150 espèces d'oiseaux nichent dans le massif, avec des rapaces comme l'autour (Accipiter gentilis) et la buse variable (Buteo buteo), mais aussi d'autres espèces comme la mésange huppée (Lophophanes cristatus), l'alouette lulu (Lullula arborea) et le cincle plongeur (Cinclus cinclus). Les rivières et les ruisseaux du massif abritent également un nombre d'espèces de poissons, comme le goujon ou la truite.
Le Zlatibor est connu pour ses populations d'insectes. Les demoiselles et les libellules sont particulièrement bien représentées avec le calopteryx vierge (Calopteryx virgo) et le calopteryx éclatant (Calopteryx splendens), l'agrion à larges pattes (Platycnemis pennipes), ou bien encore la petite nymphe au corps de feu (Pyrrhosoma nymphula), la cordulie métallique (Somatochlora metallica), le sympétrum strié (Sympetrum striolatum) et le sympétrum du Piémont (Sympetrum pedemontanum). Les entomologistes ont recensé 94 espèces de papillons diurnes vivant dans le massif, parmi lesquels on peut citer le cuivré des marais (Lycaena dispar), l'azuré de Schiffermüller (Pseudophilotes vicrama), l'azuré des orpins (Scolitantides Orion), l'azuré des cytises (Glaucopsyche Alexis) et le moiré franconien (Erebia Medusa).

### Villes et villages
En 2002, le massif de Zlatibor proprement dit comptait 19 433 habitants, contre 20 793 en 1991. Il comprend de nombreux villages, parmi lesquels Alin Potok, Branešci, Golovo, Gostilje, Dobroselica, Drenova, Željine, Jablanica, Ljubiš, Mušvete, Rožanstvo, Semegnjevo, Sirogojno, Stublo et Šljivovica qui, administrativement, font partie de la municipalité de Čajetina. D'autres villages sont rattachés à la municipalité de Nova Varoš, comme Burađa, Draglica, Jasenovo, Kućani, Negbina et Ojkovica. Kremna et Mokra Gora sont situés dans la municipalité d'Užice. Tous ces villages forment des communautés locales, la plus petite subdivision administrative de la Serbie. D'autres villages moins importants relèvent de leur administration. Le plus peuplé d'entre eux est Jablanica qui, au recensement de 2002, comptait 924 habitants ; la plus petite de ces communautés locales est Drenova, qui, en 2002, comptait 145 habitants. La seule localité un peu importante du secteur est la ville de Zlatibor, qui, en 2002, comptait 2 344 habitants. Les villes de Čajetina (3 162 hab.), Nova Varoš (10 335 hab.) et Užice (54 717 hab.) sont situées aux abords du massif sans en faire partie. Malgré la proximité de la frontière entre la Serbie et la Bosnie-Herzégovine et de la région du Sandžak, qui est habitée par une importante population bosniaque, toutes les localités situées dans le massif de Zlatibor sont presque exclusivement peuplées de Serbes.

## Histoire

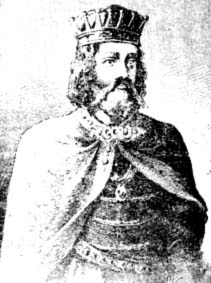
Le roi Stefan Nemanja

Les premiers habitants connus des monts Zlatibor furent les Illyriens, dont on a retrouvé des tombes appelées gradine, notamment près des villages de Kriva Reka, Ljubiš, Mušvete et Branešci ; ces Illyriens ont également laissé des céramiques ornementales, dont certains fragments sont conservés dans les collections de la bibliothèque de Čajetina. Au début de notre ère, les Romains devinrent les maîtres de la région et ils y construisirent des fortins et des routes, ainsi que des tombeaux. Après le IXe siècle, les Slaves s'installèrent dans le massif et y construisirent à leur tour des forteresses, dont il reste aujourd'hui encore un rempart près de Dobroselica. Vers 1180, le roi Stefan Nemanja intégra les villes de Zlatibor et d'Užice à l'État serbe de Rascie. Au Moyen Âge, Zlatibor était connu sous le nom de Rujno, une župa qui faisait partie de la région historique de Rascie. Du XVe au XIXe siècle, le massif resta sous le contrôle de l'Empire ottoman.
Le monastère de Rujno, construit à la fin du XVe siècle ou au début du XVIe siècle, était situé sur le territoire du village de Vrutci, sur les hauteurs du massif et était dédié à saint Georges. Au XVIe siècle, il constitua un important centre culturel et spirituel. C'est dans ce monastère, notamment, que fut installée l'une des premières imprimeries de Serbie. En 1537, le moine Teodosije y imprima une célèbre édition des Quatre Évangiles (en serbe : Četvorojevanđelje) ; cet ouvrage fut édité en deux exemplaires, dont l'un, conservé à la Bibliothèque nationale de Serbie, fut détruit lors du bombardement de Belgrade par les nazis en 1941 et l'autre est conservé partiellement à la Bibliothèque municipale de Saint-Pétersbourg. Selon toute vraisemblance, les Turcs détruisirent le monastère dans la seconde moitié du XVIe siècle, employant les blocs de marbre rouge dont il était construit pour bâtir une école islamique à Užice ; les moines, quant à eux, se réfugièrent au monastère de Rača.

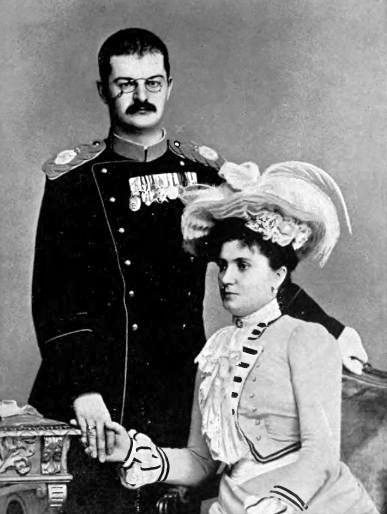
Le roi Alexandre Ier de Serbie et la reine Draga

Dès l'époque ottomane, les monts Zlatibor servirent de lieu de villégiature aux dignitaires et aux riches bourgeois des villes qui en appréciaient le climat. Mais l'essor touristique du massif ne commença qu'au XIXe siècle, après le départ des Turcs. L'actuelle ville de Zlatibor était alors connue sous le nom de Kulaševac. En 1893, le roi Alexandre Ier de Serbie y séjourna et, charmé par la beauté de l'endroit, y fit construire une fontaine commémorative qu'il inaugura le 19 août 1893 ; ce séjour royal inaugura un engouement pour la station et les monts alentour,. En l'honneur du monarque, la localité prit le nom de Kraljeve Vode (en serbe cyrillique Краљеве Воде, les « eaux du roi ». En 1903, le roi Pierre Ier de Serbie s'y fit à son tour construire une villa, renforçant ainsi l'attrait touristique de la ville et, de fait, un premier hôtel y fut construit en 1908, que fréquentèrent l'aristocratie serbe, les écrivains et les peintres. Kraljeve Vode connut un essor supplémentaire après 1927, avec la construction d'une route qui la reliait à Užice ; de nombreuses villas furent alors construites par des gens fortunés ou par des amateurs de vie en plein air.
La Seconde Guerre mondiale commença pour la Serbie en avril 1941, avec l'invasion du pays par les puissances de l'Axe. Les monts Zlatibor tombèrent alors sous la domination des nazis. Après la rupture du pacte germano-soviétique par le Troisième Reich, le 1er juillet 1941, Josip Broz Tito, le chef des partisans communistes, lança un appel à l'insurrection. À la suite de la bataille de Drežnik, les Partisans de Tito réussirent à libérer Užice le 24 septembre 1941 et ils créèrent l'éphémère république d’Užice, dont les monts Zlatibor firent partie ; le massif devint alors un haut-lieu de la résistance. En revanche, dès le 1er décembre 1941, la zone était de nouveau occupée par les nazis. La montagne conserve des monuments témoignant de cette période. Sur la colline de Šumatno se trouve un obélisque, érigé en l'honneur des Partisans tués à Palisad en décembre 1941. Ce monument est également dédié à Savo Jovanović « Sirogojno » (1926-1944) ; Savo Jovanović était né à Trnava, dans les monts Zlatibor, et il avait choisi comme nom de guerre Sirogojno, le nom du village où, enfant, il allait à l'école. L'obélisque a été construit à la demande de Tito, devenu président de la république fédérative socialiste de Yougoslavie, qui voulait honorer sa mémoire. À Palisad, se trouvent deux autres monuments dédiés aux partisans de Zlatibor qui libérèrent la région de l'occupation bulgare, les 24, 25 et 26 août 1944. En 1946, Kraleve Vode fut rebaptisée Partizanske Vode, en l'honneur des Partisans communistes. En 1995, Partizanske Vode a pris le nom de Zlatibor, en référence aux monts sur lesquels la localité se trouve.

## Architecture et monuments

### Églises

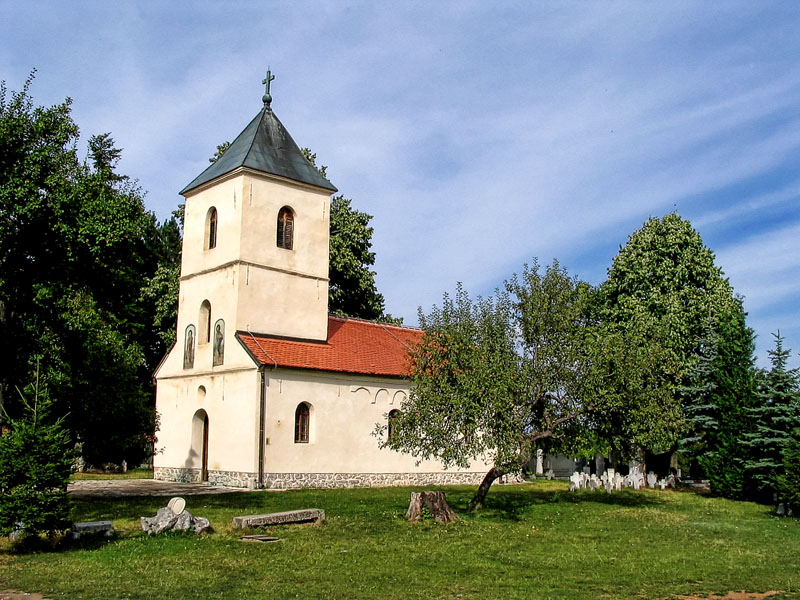
L'église orthodoxe serbe des Apôtres-Pierre-et-Paul à Sirogojno.

Les monts Zlatibor conservent trois églises construites en rondins ; de dimensions modestes, elles se trouvent dans les villages de Dobroselica, Jablanica et Kućani. L'église de Dobroselica a été construite en 1821 et elle conserve des icônes peintes par Janko Mihailović Moler (1792-1853) et par Aleksije Lazović. L'église en bois de Jablanica a été édifiée en 1838 ; dédiée au linceul de la Très Sainte Mère de Dieu, elle abrite des icônes représentant le Christ, Saint Basile d'Ostrog et Saint Jean Baptiste. L'église de Kućani, quant à elle, dédiée à la naissance de la Vierge Marie, est la plus petite des trois ; elle héberge des œuvres de Simeon Lazović datant de 1780. D'autres villages du massif possédaient des églises en bois mais elles ont été incendiées par les Ottomans, comme celle qui se dressait dans le cimetière du village de Cerovo, évoquée dans ses Voyages à travers la Serbie (Putešestvije po Serbiji) par l'écrivain Joakim Vujić. Parmi les autres églises intéressantes de la région figure l'église des Apôtres-Pierre-et-Paul de Sirogojno, construite en 1764 à l'instigation de l'archiprêtre Georgije Cmiljanić et abritant des œuvres de Simeon Lazović peintes dans un style néo-byzantin. L'église de Mačkat date de 1859 et renferme des icônes d'Aleksije Lazović. L'église de Bela Reka remonte à la dynastie des Nemanjić (XIIe siècle) et abrite elle aussi des œuvres d'Aleksije Lazović, réalisées en 1817.

### Habitat traditionnel et ethno-villages

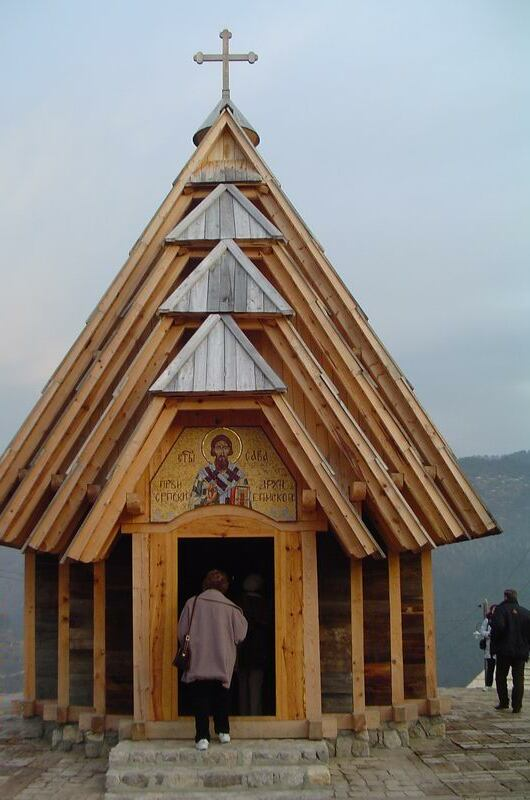
L'église en bois de Drvengrad (Küstendorf)

Sur les monts Zlatibor se trouvent de nombreux villages abandonnés et presque en ruine. D'autres hameaux, encore nombreux, sont dispersés dans le massif, à intervalle de 5 ou 6 kilomètres, administrativement rattachés à d'autres villages plus importants. Presque chaque village possède son cimetière. La plupart des maisons traditionnelles de la région sont construites avec des poutres en bois de pin travaillées à la main et reposant sur un soubassement en pierres ; les fenêtres sont de dimension réduite et la porte d'entrée est toujours composée de deux battants. La maison est généralement constituée de deux espaces séparés, une grande salle commune et la chambre. La cuisine, avec son foyer central, ne possède ni plancher ni plafond ; elle donne sur la chambre à coucher, de taille plus modeste. À proximité de la maison d'habitation, se trouvent les bâtiments réservés au travail, comme la laiterie ou l'étable.

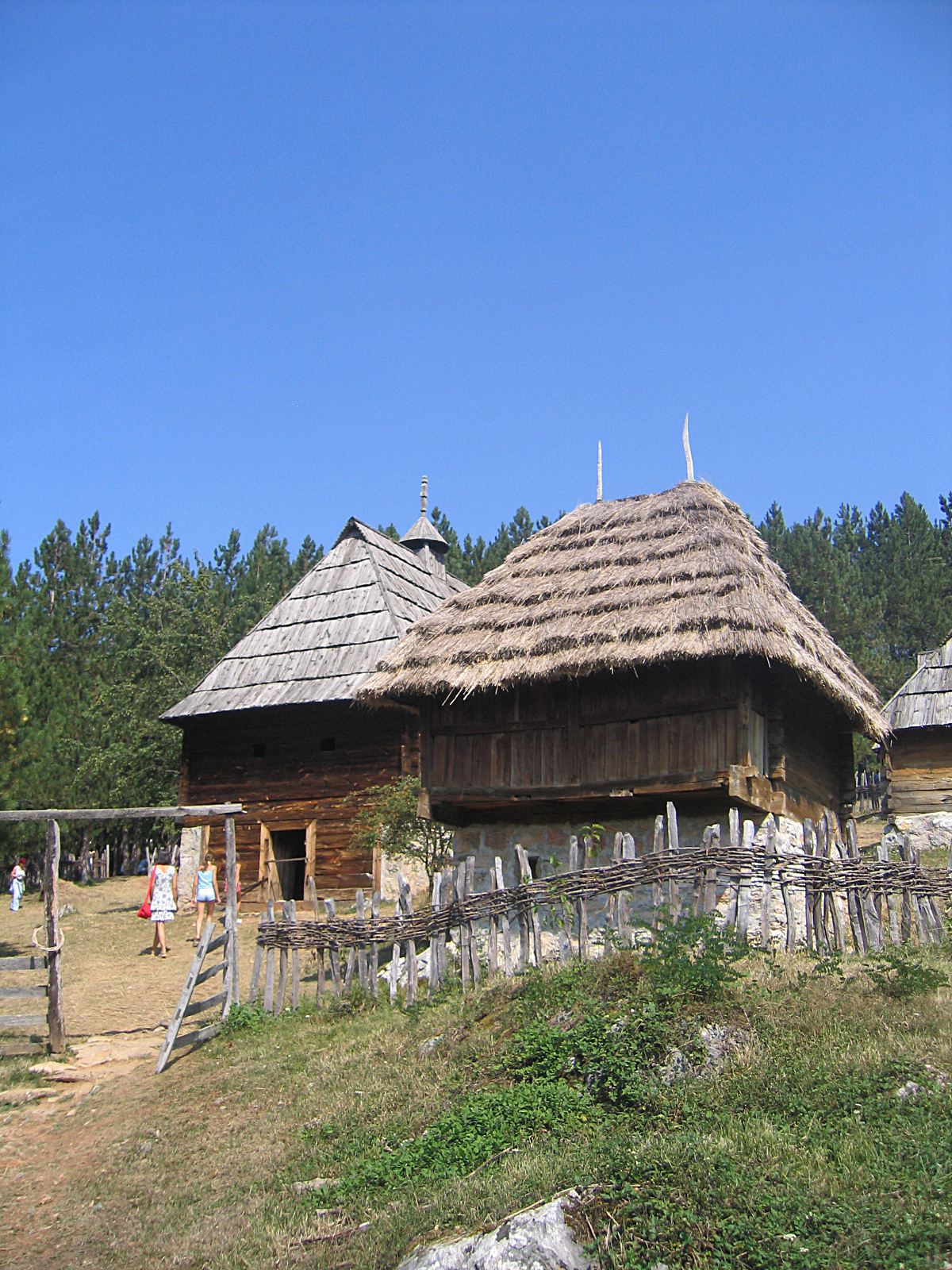
L'ethno-village de Sirogojno

Le village de Sirogojno, situé à l'est du massif, abrite un écomusée ouvert en 1985 et appelé Staro Selo, le « vieux village » ou le « village d'autrefois ». Il couvre une superficie de 15 ha et s'organise autour de l'église des Apôtres-Pierre-et-Paul, construite en 1764. Les plus belles maisons traditionnelles de la région de Zlatibor, déménagées de leur emplacement d'origine, ont été remontées dans cet ethno-village. Rassemblant ainsi de nombreuses maisons en bois qui en font un conservatoire architectural, le musée s'est également donné comme mission de présenter les métiers et les activités d'autrefois ; il abrite ainsi une boulangerie, une laiterie et une auberge, telles qu'elles étaient au XIXe siècle. On y propose toutes sortes d'activités traditionnelles, comme la poterie, le tricot, l'art de la mosaïque ou le dessin. Un autre écomusée se trouve à proximité du village de Mokra Gora, sur les pentes septentrionales des monts Zlatibor et il porte le nom de Drvengrad ou Küstendorf, le « village en bois » ; il a été construit de toutes pièces par le réalisateur Emir Kusturica pour les besoins de son film La vie est un miracle. Il s'agit de la reconstitution d'un village serbe typique du XIXe siècle. En raison de sa qualité, le village a remporté en 2005 le prix européen d'architecture Philippe Rotthier pour la reconstruction de la ville. Il constitue aujourd'hui une destination particulièrement appréciée des touristes.

## Économie

### Infrastructures

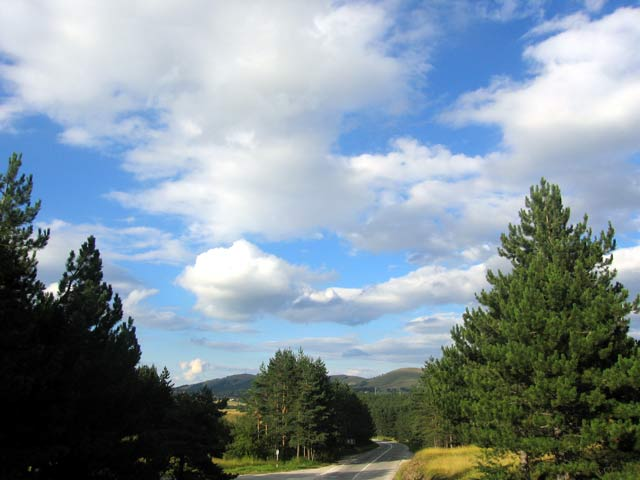
Route de montagne à Zlatibor

À l'extrême nord, les monts Zlatibor sont traversés par la route européenne E761 qui relie Bihać, en Bosnie-Herzégovine, à Zaječar, à l'ouest de la Serbie, en passant notamment par Sarajevo et Užice ; dans le secteur du massif, d'est en ouest, elle traverse le village de Mokra Gora, passe par le col de Šargan (952 m), traverse les villages de Kremna, Šljivovica et Mačkat, avant d'atteindre la ville d'Užice. La route nationale 21 traverse le massif du nord au sud ; venant d'Užice, elle traverse Čajetina, Zlatibor puis passe à Negbina avant de rejoindre Nova Varoš. Des lignes d'autobus desservent la ville de Zlatibor, la reliant ainsi, par exemple, directement à Belgrade et à Novi Sad mais aussi à Vranje ou à Niš. La ligne de chemin de fer Belgrade-Bar traverse le massif ; en revanche, la gare ferroviaire la plus proche de Zlatibor se trouve à 12 km de la ville. L'aéroport le plus proche est celui d'Užice-Ponikve ; gravement endommagé lors de la guerre du Kosovo par les bombardements de la Serbie par l'OTAN, il est encore en reconstruction.

### Industrie et artisanat
Si des villes comme Užice (métallurgie, construction, armement), situées à proximité, sont industrialisées, le massif de Zlatibor proprement dit reste une zone essentiellement rurale, où l'on pratique l'élevage. Quelques entreprises sont néanmoins installées dans le secteur, exploitant pour beaucoup d'entre elles les ressources et les traditions de la montagne. C'est ainsi que, le 30 juin 2006, la société Simex Group, dont le siège est à Subotica, a ouvert une usine à Gostilje pour y mettre en bouteilles l'eau d'un puits creusé à proximité ; cette eau minérale est vendue sous le nom de Zlatibor Voda, l'« Eau de Zlatibor » ; l'usine emploie une centaine de personnes. La société Zlatiborska botanička baštica, le « Jardin botanique de Zlatibor », produit des tisanes ou des huiles essentielles à partir des herbes médicinales et des plantes poussant dans le massif ; elle produit également de l'eau-de-vie. La société Zlatiborac, qui existe depuis 1885, est située à Mačkat et produit de la charcuterie, notamment de la viande de bœuf fumée, du jambon fumé et des saucissons vendus dans toute la Serbie. Plus industrielle, l'usine de produits chimiques Kotroman, qui a son siège à Mokra Gora, produit du papier et du carton, mais aussi des matériaux en PVC, de la peinture et des vernis.
L'artisanat est particulièrement développé dans la région, notamment à Sirogojno, où la société Sirogojno propose des lainages, ainsi qu'à Zlatibor.

### Tourisme

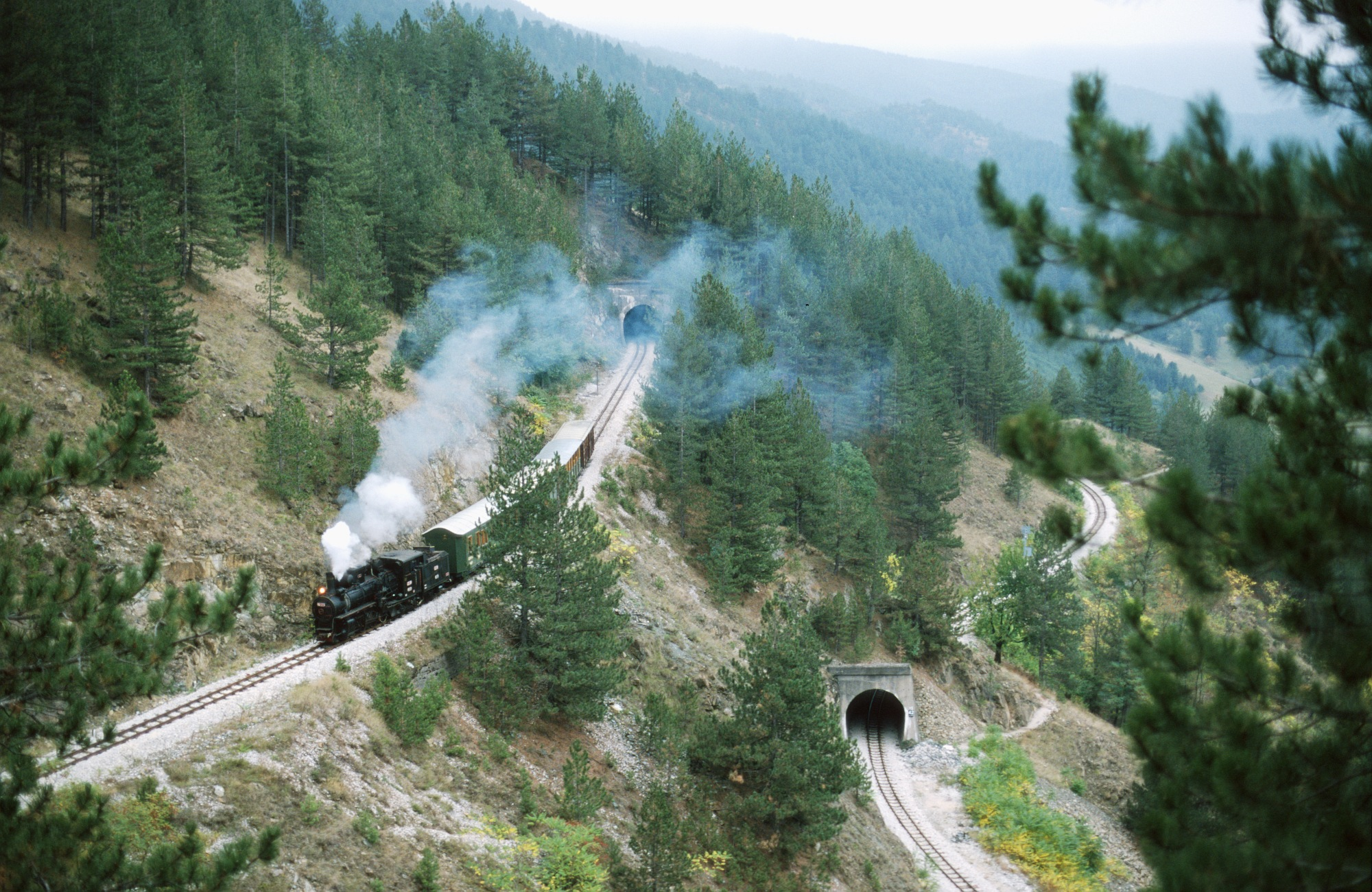
Le Huit de Šargan

L'industrie touristique est une des activités principales du massif de Zlatibor, ses montagnes et les activités qui leur sont liées attirant de nombreux visiteurs aussi bien en hiver qu'en été.
Le centre touristique le plus important du secteur est la ville éponyme de Zlatibor, encore souvent appelée Kraljeve Vode, les « eaux du roi| ». La ville offre aux visiteurs de nombreuses facilités d'hébergement, dans des hôtels ou des pensions, mais aussi en appartement ou dans des gîtes ruraux. La ville possède également de nombreux magasins, des restaurants, des cafés, ainsi que quelques discothèques pour les amateurs de vie nocturne. Les campeurs trouveront également à se loger dans le massif. Les monts Zlatibor sont réputés pour la salubrité de leur climat et l'idée d'y bâtir un sanatorium a été conçue dès le XIXe siècle. Le 1er juin 1964, un Sanatorium spécial pour l'hyperthyroïdie a ouvert ses portes à Čajetina, transféré en 1966 à Zlatibor. Il porte aujourd'hui le nom d'Hôpital spécial pour la glande thyroïde et le métabolisme ; ce centre de cure organise également des excursions, des conférences et des expositions. La ville de Zlatibor est également une station de montagne ; située à 1 000 m d'altitude, elle offre des d'équipements pour les sports d'hiver, et notamment le ski. À environ 10 km de la ville, la station de ski du mont Tornik est située à une altitude comprise entre 1 110 et 1 490 m ; elle possède trois pistes et comporte des installations capables de transporter 5 400 skieurs par heure sur le sommet.

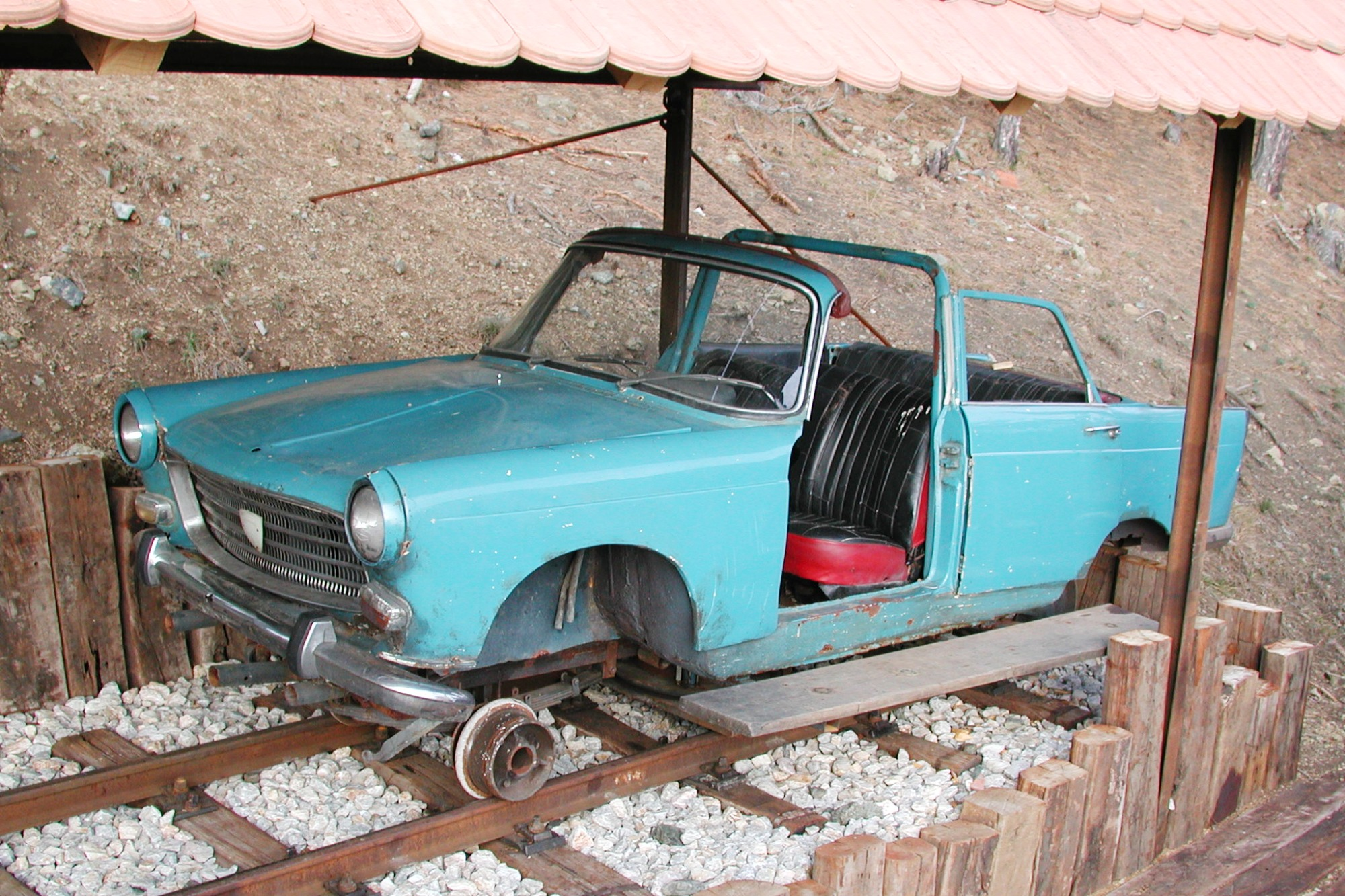
La voiture sur rail du film La vie est un miracle

Les monts Zlatibor eux-mêmes offrent de nombreuses possibilités d'excursions ou de randonnées pour les amateurs de nature. Il est possible de gravir ses sommets toute l'année. La société de chasse Zlatibor, dont le siège est à Čajetina, gère plusieurs zones de chasse, notamment celles de Tornik (5 135 ha) et de Zlatibor (58 923 ha) ; on peut y chasser le cerf, le sanglier, le lièvre, le renard, le blaireau, le loup, le chat sauvage, la perdrix, le faucon, le hibou et la caille. Les rivières et les lacs du secteurs sont propices à la pêche sportive, notamment pour la truite, la carpe, le barbeau, l'ombre, la brème, le chevesne ou le goujon.
Sur le plan culturel, on peut également visiter les écomusées de Sirogojno et de Küstendorf, ou encore les églises en bois construites dans le massif. Située sur les pentes septentrionales des monts Zlatibor, Mokra Gora est également un centre d'excursion important ; le village est notamment le point de départ d'une ligne de chemin de fer touristique, connue sous le nom de Huit de Šargan (en serbe : Шарганска осмица et Šarganska osmica) ; construite dans une zone particulièrement escarpée, la ligne tire son surnom du fait que, vue du ciel, elle ressemble à un « 8 ». Comme le village voisin de Küstendorf, elle a été popularisée par le film La vie est un miracle d'Emir Kusturica. Appréciant particulièrement la région de Mokra Gora, le réalisateur y a créé le festival international du film de Küstendorf, dont la première édition a eu lieu en janvier 2008.

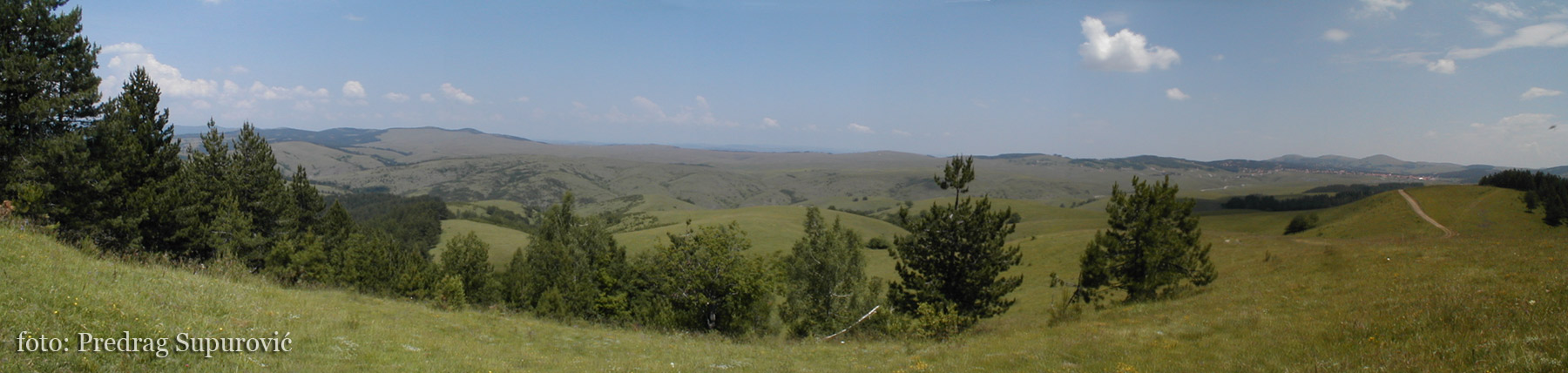
Panorama des monts Zlatibor